# Bonetiella anomala
Bonetiella  es un género monotípico de plantas,  perteneciente a la familia de las anacardiáceas. Su única especie: Bonetiella anomala (I.M.Johnst.) Rzed.. Es originaria de México.

## Taxonomía
Bonetiella anomala fue descrita por (I.M.Johnst.) Rzed. y publicado en Ciencias (Mexico) 16: 139, en el año 1957.
Sinonimia
- Pseudosmodingium anomalum I.M.Johnst.[3]